# Yoyah (district)
Yoyah est l'un des districts de la sous-préfecture de Colia, situé dans la préfecture de Boffa en république de Guinée.

## Géographie

### Démographie
- En 2014, le district comptait 2 722 habitants selon les RGPH[Quoi ?] 2014[1].